# ホビーショップ

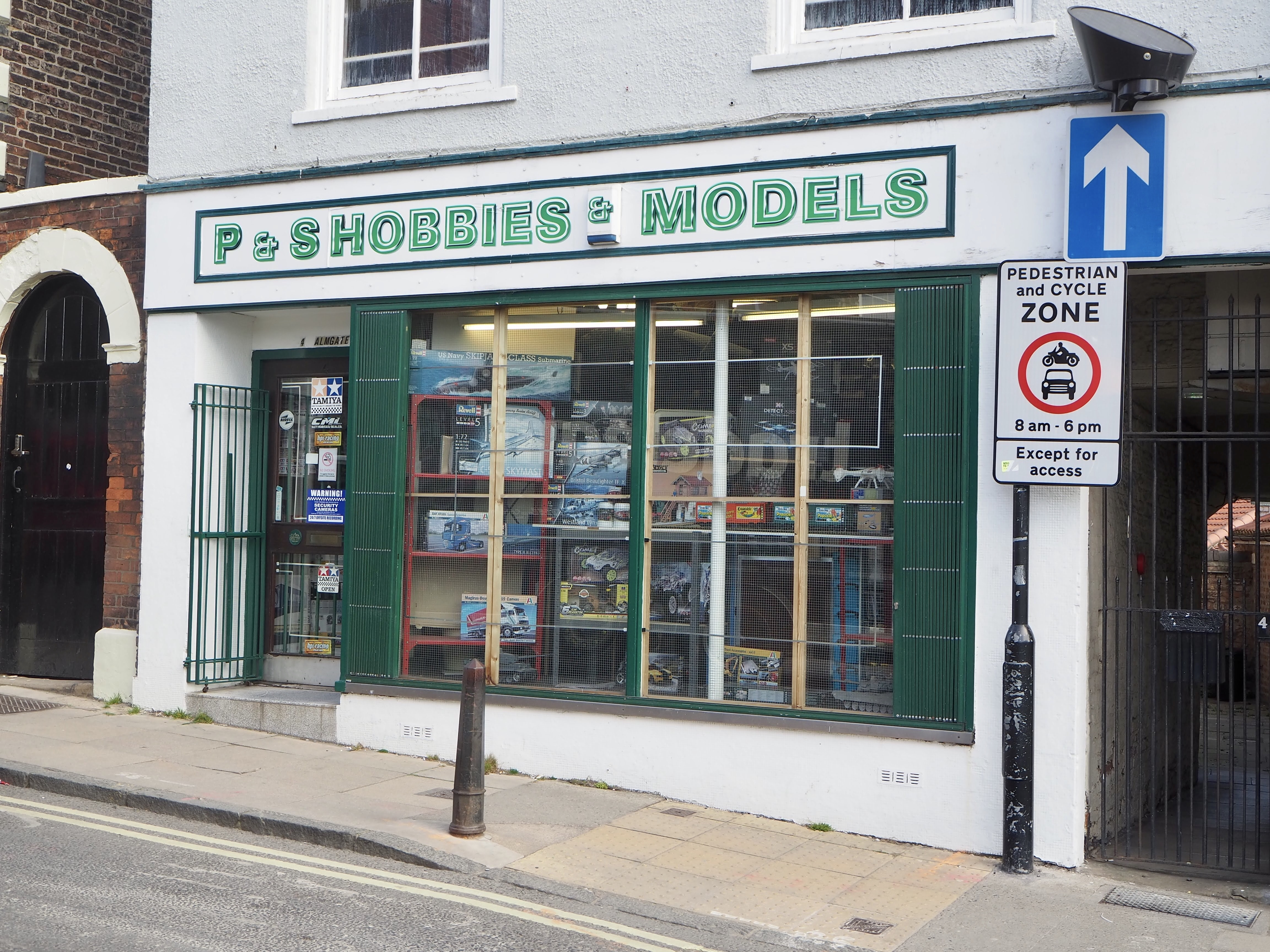
ホビーと模型の店（イングランド）

ホビーショップ（またはホビーストア）とは、ホビースト向けの娯楽アイテムを販売している店舗である。

## 種類

### 模型
古典的なホビーショップは、模型航空機（軍用機、民間飛行機、旅客機など）、鉄道模型（機関車、鉄道車両、線路、パワーパック、その他の小物など）、船舶模型、住宅や建築模型、などのメーカー品（既製品）、クラフト用品、専門誌、などを専門に取り扱っている。いくつかのホビーショップでは、ラジコンカー、ミニ四駆、ラジコンボート、ラジコン飛行機なども販売している。

### コレクターズ・アイテム
ドール、コイン、切手などといった収集家向けアイテムを販売しているショップもある。

### アナログゲーム
「ゲームショップ」はホビーショップの一種で、ジグソーパズル、カードゲーム、ボードゲーム、ロールプレイングゲーム、などを販売するアナログゲーム専門店である。このような店舗には、「ホビースト」（ゲーマー）が集まってゲームをプレイするためのコミュニティスペースが設置されている場合もある。近年、ボードゲームやカードゲーム専門のホビーショップとして「ボードゲームカフェ」と呼ばれる形態が増えてきた。

### コンピュータ
「コンピュータショップ」はホビーショップの一種で、コンピューター、ソフトウェア、サービス、トレーニングなどを販売している。1980年代までは「マイコンショップ」と呼ばれた旧来のコンピュータショップでは、コンピュータ、ネットワーク機器、およびサービスなどを主に販売していたが、2000年代以後は、Adobe PhotoShop、Autodesk 3ds、ウェブデザイン、などと言ったクリエイティブなソフトウェアの使い方をトレーニングする「道場」を提供するショップも存在する。テクノロジーが進化し続ける、ポスト「ドットコム・バブル」時代において、コンピュータショップはこれらの機器やサービスを使い、人々が集まり互いに学び合う実践的なトレーニング環境として形態を変化させた。というのも、テクノロジ業界で働く人々の中には、テクノロジをホビーにして活動している人もいるからである。

## 参照
1. ↑  “What Is the Deal With Board-Game Cafes?”. The Atlantic (2014年11月23日). 2015年4月23日閲覧。
2. ↑  Konieczny, Piotr (2019). “Golden Age of Tabletop Gaming: Creation of the Social Capital and Rise of Third Spaces for Tabletop Gaming in the 21st Century, (206).”. Polish Sociological Review 206 (2):  199–215. doi:10.26412/psr206.05.